# Schlossbrücke (Berlin-Mitte)

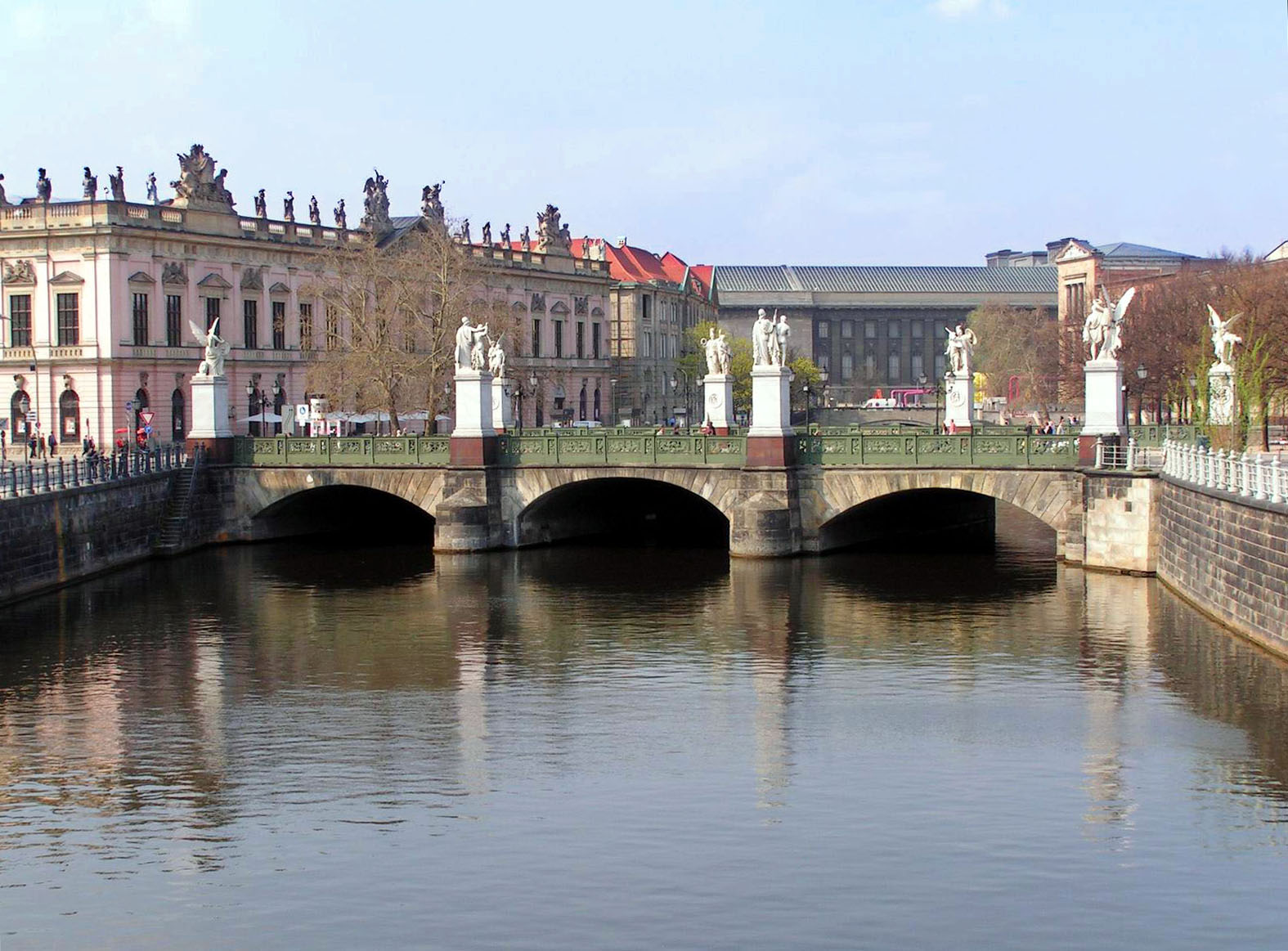
Schlossbrücke, vy mot norr, med Zeughaus i bakgrunden.

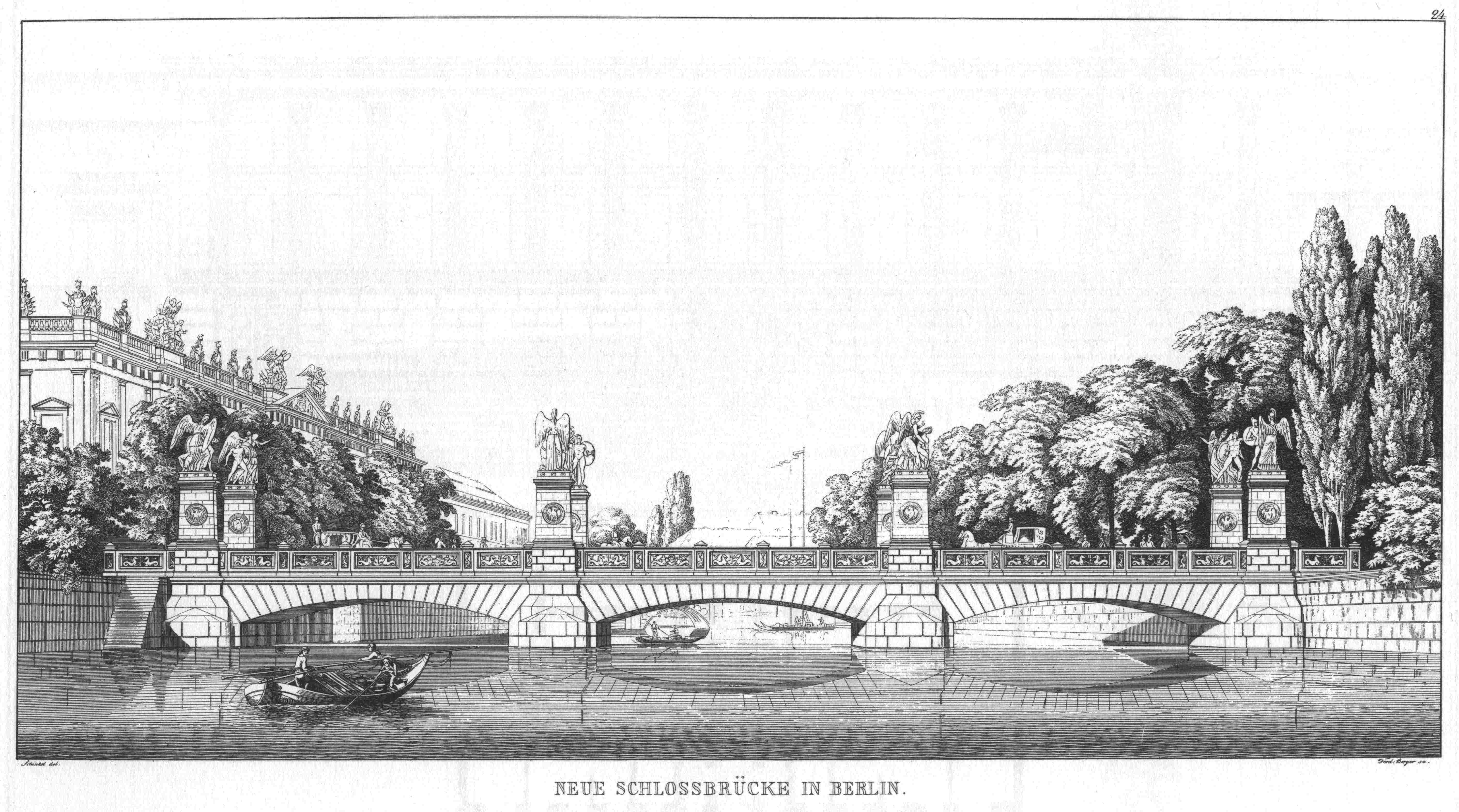
En av Schinkels ursprungliga ritningar.

Schlossbrücke är en bro i centrala Berlin över Spreekanal, som är en utbyggd sidogren av floden Spree. Bron sammanbinder Karl-Liebknecht-Strasse och ön Spreeinsel med avenyn Unter den Linden väster om kanalen.
Den nuvarande bron tillkom mellan 1821 och 1824 efter ritningar av Karl Friedrich Schinkel. Grundkonstruktionen är en stenvalvsbro med tre bågar. Den ersatte en mindre träbro (Hundebrücke) som fanns på plats sedan 1500-talet. På norra och södra ände av varje bropelare placerades en sockel i röd granit för skulpturerna, som dock tillkom senare. Mellan socklarna monterades broräcket i målat gjutjärn. Gjutjärnets utsmyckning visar hippokampos, tritoner och delfiner.
Mellan 1842 och 1857 kompletterades bron med de åtta statyerna i vit Carraramarmor. De består av ett postament med en cirkelformig medaljong som visar en örn samt av de egentliga skulpturerna. Skulpturerna utfördes av olika bildhuggare efter Schinkels ursprungliga planläggning. Bildhuggarna var elever till Johann Gottfried Schadow och Christian Daniel Rauch. Skulpturerna föreställer de grekiska gudinnorna Nike, Athena och Iris tillsammans med krigshjältar under olika tidpunkter av den militäriska karriären.
Under andra världskrigets slutskede flyttades skulpturerna till en depå i en stadsdel som senare tillhörde Västberlin. De återfördes 1983/1984.